# Edu Lobo
Eduardo de Góes (Edú) Lobo (Rio de Janeiro, 29 augustus 1943) is een Braziliaanse zanger, arrangeur en componist.
Hij werd in de jaren zestig bekend als deel van de zogenaamde tweede generatie van de bossanova-golf. Hij mag aanzien worden als een van de eerste grote figuren van de MPB.
Hij componeerde onder meer het wereldberoemde Upa Neguinho (met Gianfrancesco Guarnieri), alsook (met Torquato Neto) Pra Dizer Adeus (of: To Say Goodbye), en verder Choro Bandido, A história de Lily Braun en Beatriz (met Chico Buarque), Arrastão en Canto triste (met Vinicius de Moraes), en Ponteio (met Capinam).
Vele van zijn nummers werden opgenomen door andere artiesten, Pra Dizer Adeus/To Say Goodbye onder anderen door Sarah Vaughan.

## Biografie
Toen hij 18 was vormde hij een trio met daarin ook Marcos Valle. In 1963 kwam hij met zijn eerste lp en schreef hij voor het eerst muziek voor het theater. In 1965 volgde een tweede album en was zijn song "Arrastão" een cruciale hit voor Elis Regina. In 1969 speelde hij mee op een plaat van Paul Desmond en in die tijd ging hij ook spelen met Sérgio Mendes, die in 1971 zijn plaat "Sérgio Mendes Presents Lobo" produceerde. In de loop der jaren volgden meer albums. Ook schreef Lobo filmmuziek (bijvoorbeeld "Barra Pesada" uit 1979, "Jogos de Danca" uit 1981 en "Guerra de Canudos", 1997), componeerde voor de televisie, ballet en musicals.

## Discografie (selectie)
- A Música de Edu Lobo por Edu Lobo, Elenco, 1964
- Edu e Bethania, Universal, 1966
- Cantiga de Longe, Universal, 1971
- Sérgio Mendes Presents Edu Lobo, A&M, 1971
- Camaleão, Philips, 1978
- Edu & Tom (met Antonio Carlos Jobim), Mercury, 1981
- Tempo Presente, Philips, 1981
- Corrupiao (2a edicao), Velas, 1993
- Meia Noite, Velas, 1995

## Dvd
- Vento Bravo, Biscoito Fino BR, 2003